# روز مردگان (فیلم ۲۰۰۸)
روز مردگان (انگلیسی: Day of the Dead) فیلمی در ژانر ترسناک به کارگردانی استیو مینر است که در سال ۲۰۰۸ منتشر شد.

## بازیگران
- مینا سوواری
- نیک کانن
- وینگ ریمز
- آنالین مک‌کرد
- کریستا کمبل
- ایان مک‌نیس
- مایکل ولچ
- استارک سندز